# Gnomonia betulina
Gnomonia betulina är en svampart som beskrevs av Vleugel 1917. Gnomonia betulina ingår i släktet Gnomonia och familjen Gnomoniaceae.   Inga underarter finns listade i Catalogue of Life.